# 국가법인설
국가법인설(國家法人說)이란 국가는 국내법의 질서 속에서 자연인과 더불어 법적 주체로서 나타나는 법인이라는 학설이다. 
이것은 국가주권설·군주기관설과 결부되어 있으며, 군주와 국민과의 대립에 착안하는 것이 아니라 양자를 포함한 국가라고 하는 단체에 법적 주체성을 인정하여 군주는 국가라고 하는 법원의 기관이라고 한다. 주로 19세기 독일에서 게르버·엘리네크에 의해서 전개되었다. 